# Мулен, Жан (легкоатлет)
Жан Мулен (фр. Jean Moulin; 15 марта 1905, Люксембург — 2 октября 1988, Нессельванг, Бавария) — люксембургский легкоатлет, выступавший в беге на короткие дистанции. Участник летних Олимпийских игр 1928 года.

## Биография
Жан Мулен родился 15 марта 1905 года в городе Люксембург.
В 1928 году вошёл в состав сборной Люксембурга на летних Олимпийских играх в Амстердаме. В беге на 100 метров в забеге на 1/8 финала занял 5-е место. В беге на 200 метров в забеге на 1/8 финала занял последнее, 3-е место.
Умер 2 октября 1988 года в западногерманском городе Нессельванг.

## Личный рекорд
- Бег на 100 метров — 11,0 (1928)[3]